# Elizabeth Coleman
Elizabeth Coleman (* 21. März 2003) ist eine US-amerikanische Tennisspielerin.

## Karriere
Coleman begann mit fünf Jahren mit dem Tennissport und bevorzugt Hartplätze. Sie spielt bisher vor allem Turniere auf der ITF Women’s World Tennis Tour, wo sie bislang aber noch keinen Titel gewinnen konnte.
2018 erhielt sie mit ihrer Partnerin Karina Miller eine Wildcard für das Hauptfeld im Damendoppel bei den Dow Tennis Classic 2018. Sie verloren aber bereits ihre Erstrundenbegegnung gegen Irina Bara und Mihaela Buzărnescu.
2019 erhielt sie bei den Dow Tennis Classic 2019 ebenfalls wieder eine Wildcard für das Hauptfeld des Damendoppels, diesmal mit Partnerin Carolina Meligeni Alves. Die Paarung verlor aber wiederum ihre Erstrundenbegegnung. Bei den US Open trat sie beim Juniorinneneinzel an, verlor aber ihr Erstrundenmatch gegen Park So-hyun knapp in drei Sätzen. Im Juniorinnendoppel erhielt sie mit Partnerin Kailey Evans eine Wildcard, schied aber ebenfalls bereits nach der ersten Runde aus. An der Seite von Guillermina Grant gewann sie im Damendoppel den Yucatán Cup.
2020 ging sie Anfang des Jahres bei den Australian Open an den Start. Im Juniorinnendoppel erreichte sie mit einem Sieg gegen Charlotte Kempenaers-Pocz die zweite Runde, wo sie dann gegen Weronika Baszak ausschied. Im Juniorinnendoppel erreichte sie an der Seite von Partnerin Savannah Broadus das Halbfinale, das die beide dann gegen die Paarung Živa Falkner und Matilda Mutavdzic verloren. Bei den Dow Tennis Classic 2020 erhielt sie sowohl für das Hauptfeld im Dameneinzel, als auch mit Partnerin Karina Miller für das Hauptfeld im Damendoppel abermals eine Wildcard, schied aber in beiden Wettbewerben in der ersten Runde aus. An der Seite von Madison Sieg gewann sie die Konkurrenz im Damendoppel des J1 Plowdiw. Bei den French Open erreichte sie im Juniorinneneinzel die zweite Runde, im Juniorinnendoppel an der Seite von Madison Sieg das Viertelfinale.
2021 schied sie bei den French Open im Juniorinneneinzel in der ersten Runde aus, im Juniorinnendoppel erreichte sie an der Seite von Michaela Laki das Achtelfinale. In Wimbledon gewann sie im Juniorinneneinzel in der ersten Runde gegen ihre Doppelpartnerin der French Open Laki, verlor aber dann in der nächsten Runde gegen Kylie Bilchev mit 2:6 und 2:6 in zwei Sätzen. Im Juniorinnendoppel erreichte sie mit Madison Sieg das Viertelfinale.